# نیپون فلور میلز
نیپون فلور میلز (انگلیسی: Nippon Flour Mills) شرکت صنایع غذایی ژاپنی است، که در سال ۱۸۹۶ تأسیس شد.